# Povijest kalendara
Povijest kalendara započinje prije otprilike nekoliko tisuća godina. Mnoge rane civilizacije u Starom vijeku su imale razvijeni kalendar. Osnovni vremenski razmak u svih naroda bio je uvijek dan, tj. razdoblje jedne promjene svjetlosti ("dana" u užem smislu) i tame (noći), ali početak dana nije bio svagdje jednak. Tjedan (sedmica, nedjelja), tj. razdoblje od 7 dana, poznavali su drevni Babilonci, koji su dane u tjednu nazivali po svojim bogovima (nebeskim tijelima). Staroegipatski je tjedan imao 10, a starorimski 8 dana. Za duža razdoblja služio je i u najstarije doba slijed Mjesečevih mijena. Najstariji poznati kalendar je lunarni kalendar iz pokrajine Aberdeenshire u Škotskoj koji je star oko 10 000 godina.
Kalendar je sustav kojim se Sunčeva ili tropska godina raspoređuje u dane i mjesece. Poteškoća je u tome što kalendar mora imati cio broj dana, a tropska godina ih nema, a osim toga godina i dan nisu sumjerljivi. Zato se nastoji da pravila po kojima se kalendar vlada dovedu do toga da u dužem nizu godina kalendarska godina bude u prosjeku što bliza tropskoj. I mjesec treba razvrstati unutar godine i izraziti ga cijelim brojem dana. Izvorno, razdoblje vremena što ga nazivamo mjesec odgovara vremenu u kojemu se izmjenjuju Mjesečeve mijene. To razdoblje, sinodički mjesec, traje 29.53 dana. 

## Stari vijek

### Drevna Mezopotamija
Prvi su se drevni Mezopotamci (Sumerani), možda već 3000. pr. Kr., koristili lunisolarnom godinom u trajanju od 360 dana, razdijelivši je na 12 mjeseci (broj 12 važan je broj u šezdesetinskom brojčanom sustavu). U tu svrhu trebalo je sinodičkom mjesecu dodati dan ili dva, čime se on nije mnogo udaljio od stvarnog razdoblja, bar ne za praktične svrhe (kao što je ribolov na primjer). Zato i danas imamo mjesec od 28 do 31 dan. 

### Drevni Egipat
Najstariji drevni egipatski kalendar bio je lunarni. Dvanaest mjeseci po 30 dana činilo je 360 dana, a preostalih 5 dana dodavalo se na kraju godine. Mjeseci su bili raspoređeni u 3 godišnja doba, zapravo tri poljoprivredna razdoblja: vrijeme poplave, sjetve i žetve. Kalendar se svake četvrte godine razlikovao od tropske godine za 1 dan, pa se više nije podudarao s godišnjim razdobljima. Tek nakon 1460 godina po 365 dana (Sotisov period) ponovno bi nova godina počela u pravo doba. Da bi odredili trajanje godine, drevni Egipćani su se pomagali takozvanim helijakičnim izlascima zvijezde Sirius. Kako se zvijezda pojavljuje na istočnom obzoru, Sunce će jednom izaći prije nje, jer se ono među zvijezdama giba prema istoku. Egipćani su zabilježili trenutak kada je Sunce izlazilo gotovo istovremeno sa Siriusom. Sirius se morao na jutarnjem nebu pojaviti prvi, dok bi ga neposredno zatim zabljesnulo izlazeće Sunce. Helijakični izlazak zvijezde Sirius bio je na veoma prirodan način vezan uz godišnja doba, jer su poslije njega nastupale sezonske poplave Nila. 
Drevni Egipćani su zapazili da je kalendarska godina od 365 dana, koju su u svom kasnijem razvojnom dobu primjenjivali drevni Mezapotamci, suviše kratka. Svake 4 godine razlika poraste na gotovo jedan dan (kalendar brza kada je kraći od tropske godine). To nesuglasje ispravljeno je Kanopskim ediktom 238. pr. Kr. tako što je svaka četvrta godina određena kao prijestupna. Ona ima jedan dan više, 366 dana. Prema savjetu astronoma A. Sosigena postupak je preuzeo 46. pr. Kr. Julije Cezar, pa se po njemu takav kalendar naziva julijanski kalendar. Prijestupnima su označene godine vrlo jednostavnim matematičkim pravilom: one koje su djeljive s 4. Time je kalendarska godina u prosjeku dugom četiri godine dobila 365.25 dana. Sada je ona dulja od tropske godine i kasni za promjenom godišnjih doba. Razlika od tropske godine iznosi 0.0078 dana. Razlika od 1 dan se nakupi za 128 godina (točnije 1 d : 0.0078 d/god. = 128.2 god.). razlika od 3 dana naraste za 400 godina. Stoga se početak kalendarske godine morao od vremena do vremena podešavati, kako je to učinjeno Nicejskim koncilom 325.

### Stara Grčka
Starogrčki kalendar je bio lunisolaran. Godina je počinjala kada je Sunce došlo u određen položaj (suncostaj ili ravnodnevnica), a svaki mjesec počinjao je s mlađakom. Ali kako se tropska godina ne može dijeliti na lunarne mjesece, morali su se neprekidno obavljati ispravci. Nije poznato kada su uvedene oktaeteride (skupine od 8 godina), ali je sigurno da potječu iz davnine. Kako 8 Sunčevih godina od po 365,25 dana ima 2922 dana, a osam Mjesečevih godina (8 × 12 lunarnih mjeseci × 29,50 dana) 2832 dana, razlika od 90 dana (približno 3 lunarna mjeseca) umetala se u različito doba u osmoljeću. Pa ipak, zbog preostale male razlike, svaki mjesec nije mogao početi s mlađakom. Značajnu reformu kalendara proveo je atenski astronom Meton. Po njemu su godine od 432. pr. Kr. počinjale potkraj lipnja i bile svrstavane u cikluse od 19 godina (Metonov ciklus) sa 7 dodatnih mjeseci, s time da je 110 mjeseci imalo po 29 dana, a 125 mjeseci po 30 dana. Mjeseci su se dijelili u tjedne, ali i u dekade (desetodnevlja). Dani su se brojili do 20. redovito, a nakon 20. obratno, tj. do kraja mjeseca, i to od zalaza do zalaza Sunca.

### Stari Rim
Starorimski kalendar bio je u početku jednak najstarijemu starogrčkom; poslije su uvedena neka poboljšanja. Godina se sastojala od 10 mjeseci (Martius, Aprilis, Maius, Junius, Quintilis, Sextilis, September, October, November, December), pa joj je nedostajalo oko 60 dana. Takva se nepotpuna godina često nalazi, osobito kod starih naroda (u doba najveće zime dva su mjeseca "mrtva"), pa se smatra da su takav kalendar donijeli barbarski narodi sa sjevera, gdje je podneblje oštrije. Poslije su dodana još dva mjeseca (Januarius i Februarius). Godina je tada završavala 23. Februariusa (Feminalia), trajala je 355 dana, dakle bila je prekratka. Zato su svake druge godine nakon 23. veljače dodavana po 22 dana, a svake četvrte još po jedan, ukupno 23 dana. Razdoblje od 4 godine trajalo je 4 × 355 + 22 + 23 = 1465 dana, pa je prosječno godina trajala 1465 : 4 = 366,25 dana. Bila je, dakle, jedan dan dulja od stvarne godine, a razlika je na stoljeće iznosila oko tri mjeseca. Mjeseci Martius, Maius, Quintilis i October imali su po 31 dan, a Februarius 28 dana. Svojevoljnim umetanjem ili izostavljanjem mjeseci često su se provodili različiti politički postupci (npr. skraćivanje ili produživanje magistratskih službenih godina), pa je potkraj Republike u računanju vremena nastala potpuna zbrka. Da bi ju dokrajčio, Gaj Julije Cezar izmijenio je kalendar.

### Julijanski kalendar
Po zamisli egipatskog astronoma Sosigena, Gaj Julije Cezar odredio je da se u godini 46. pr. Kr. ispravi nastala razlika dodavanjem dvaju umetaka: nakon 23. veljače (po rimskom kalendaru) dodana su 23 dana, a između studenog i prosinca dodano je 67 dana (dva mjeseca). Ukupno je 46. godina pr. Kr. trajala 355 + 90 = 445 dana. Tim umetcima prilagodio je civilnu godinu tropskoj. Prvi dan ožujka 45. god. pr. Kr. bio je obilježen kao 1. siječnja 1. godine julijanskoga kalendara. Godina je trajala 365 dana, a svake četvrte godine dodavao se po jedan dan nakon 23. veljače. Otad počinje vrijediti julijanski kalendar, koji se uz male promjene održao do gregorijanske reforme. Isprva su u julijanskom kalendaru nazivi mjeseci ostali nepromijenjeni, a umetanje se provodilo ponavljanjem dana 23. Februariusa. Dan 23. februara zvan je sexto Kalendas Martias (šest dana prije kalenda) pa je umetak zvan bissexto Kalendas Martias, a takva godina (annus) bisextilis (bisextus). Nazivan je i punctum temporis, a događaji koji su se zbili datirani su s 23. veljače. No rimski svećenici umetali su dodatni dan svake treće godine, pa je za 36 godina nastala razlika od 12 dana viška. 
Zato je car August uveo izmjenu, tako da nisu umetani dodatni dani između 8. i 4. godine pr. Kr. Točnije, julijanski kalendar ušao je u opću upotrebu tek 48 godina nakon 45. god. pr. Kr., što pri datiranju događaja treba imati na umu. Nešto poslije mjeseci Quintilis i Sextilis nazvani su Julius i Augustus. Datum se određivao prema trima orijentacijskim danima u mjesecu: kalendama, nonama i idama. Kalende (Kalendae) su padale uvijek na prvi dan u mjesecu; ide (Idus) polovinom mjeseca, i to na 15. dan u ožujku, svibnju, srpnju i listopadu, a na 13. dan u svim ostalim mjesecima; za none (Nonae) je uzet deveti dan prije ida, tako da su padale na 7. dan u ožujku, svibnju, srpnju i listopadu, a na 5. dan u ostalim mjesecima. Dani su se kazivali unatraške, rednim brojem koji je izražavao razmak od idućeg orijentacijskoga dana, tj. koliko još ima dana do idućih kalenda, nona ili ida; pritom se u redni broj uračunavao i datumski i orijentacijski dan (tako je npr. 20. marta bio "trinaesti dan prije aprilskih kalenda").

### Kalendar starih Slavena
Stari Slaveni držali su se u računanju vremena i lunarnih i solarnih pravila. Lunarni kalendar ravnao se prema Mjesečevim mijenama, a solarni prema godišnjem dobu, od ljeta do ljeta. Odatle i potječu različita imena za godinu: rok ili ljeto. Ostatak lunarnoga kalendara očituje se u imenu dvanaestoga dijela godine, koji se i danas zove jednako kao i Zemljin satelit, tj. Mjesec. Godinu od 12 mjeseci Slaveni su prihvatili zajedno s kršćanstvom; pritom su neki slavenski narodi preuzeli nazive latinsko-bizantskog podrijetla; drugi su zadržali svoja stara slavenska imena kojima su temelj značajne pojave u prirodi ili poljski radovi. Razlike u podneblju stvorile su i razlike u imenima mjeseci; hrvatski mjesec lipanj (kada cvate lipa), kod Ukrajinaca (липень, lipen’) i Poljaka (lipiec) je zapravo srpanj, jer kod njih lipa cvate mjesec dana kasnije.

### Hebrejski kalendar
Hebrejski kalendar potječe od lunarnog izraelskoga kalendara, prema kojem je godina počinjala u proljeće. Mjeseci su imali 29 i 30 dana, a tjedni su tekli neovisno o mjesecima. Osim godina, brojila su se i sedmoljeća i skupine od 7 sedmoljeća s pedesetom jubilarnom godinom. Podudarnost s tropskom (Sunčevom) godinom postizala se dodavanjem jednoga mjeseca (nakon redovitog adara dodavao se drugi adar). Kalendar se ispravljao na osnovi astronomskih motrenja. Hebrejski se kalendar ustalio tek oko sredine 10. stoljeća. Novi je hebrejski kalendar, koji vrijedi i danas, lunisolaran. Dan se dijeli na 24 jednaka sata (od kojih svaki ima 1080 halakima po 76 regaima), a počinje u 18 sati građanskog vremena. Mjesec se ravna po Mjesečevim mijenama i traje 29 dana, 12 sati i 793 halakima. U građanskom kalendaru uzimaju se naizmjence mjeseci od 30 i 29 dana, a katkad 2 mjeseca uzastopce imaju po 29 dana (kratka godina) ili 30 dana (duga godina). Embolizmičke su godine (s 2 mjeseca adara): 3., 6., 8., 11., 14., 17. i 19. u ciklusu od 19 godina. Prvi adar ima tada 30, a drugi 29 dana. Obične godine, prema tome, imaju 353 do 355 dana. Srednja duljina hebrejske godine iznosi 365 dana, 5 sati, 997 halakima i 48 regaima, pa je duža od prave godine oko 7 minuta. Početak je hebrejske ere 1. tišri gregorijanske godine 3761. pr. Kr.

## Srednji vijek

### Gregorijanski kalendar
Stari se julijanski kalendar temeljio na dvije pogrešne pretpostavke: da godina ima 365 1/4 dana i da 235 lunarnih mjeseci čini točno 19 tropskih godina. Zato taj kalendar nije mogao trajno sačuvati jednak odnos prema mijeni godišnjih doba, ni prikazati dane mlađaka s jednakom točnošću. U doba julijanske reforme držalo se da nadnevak proljetne ravnodnevnice pada između 25. i 26. ožujka. Nicejski koncil, koji je utvrdio kao nadnevak proljetne ravnodnevnice 21. ožujka, zadržao je onu duljinu godine koja je vrijedila u julijanskom kalendaru. Međutim, točniji su računi pokazali da je tropska godina kraća, i ravnodnevica (istonoćje ili ekvinokcij) se u kalendaru pomicao unatrag. 
Nikola Kopernik je dokazao da se duljina tropske godine mijenja između maksimuma od 365.2472 i minimuma od 365.2381 dana, zbog utjecaja privlačne sile velikih planeta na gibanje Zemlje oko Sunca. Ravnodnevica je, dakle, potkraj 13. stoljeća padala oko 13., a potkraj 16. stoljeća oko 11. ožujka. U želji da ispravi kalendar, papa Grgur XIII. uveo je (bulom Inter gravissimas od 22. veljače 1582.) u svojoj državi novi kalendar, koji je izradio Aloisius Lilius (Luigi Lilio Ghiraldi), astronom i fizičar iz Napulja. Proljetna je ravnodnevica u to doba padala 11. ožujka i pomicala se, prema računu tropske godine, za 3 dana svakih 400 godina. Kako je Nicejski koncil odredio nadnevak za taj ekvinokcij 21. ožujka, Grgur XIII. naredio je da se izostavi 10 dana, tj. da dan nakon 4. listopada bude 15. listopada 1582. Kako se ravnodnevica opet ne bi pomaknula od 21. ožujka, naredio je da svaka četvrta godina bude prijestupna (tj. da ima 366 dana), ali da se prijestupnom godinom ne računa ona stoljetna godina (iako je djeljiva s 4) koja nije djeljiva s 400. 
Gregorijanski kalendar prihvatile su odmah gotovo sve katoličke države. Austrija ga je prihvatila 1584., a Ugarska, pa i banska Hrvatska, 1587. Protestantske su ga zemlje počele uvoditi od 1700., a u ostalim je zemljama njegovo prihvaćanje bilo vezano uz političke promjene i promjene državne uprave (Japan 1873., Egipat 1875., Kina 1912., Rusija 1918., Turska 1924). Gregorijanski kalendar nije prihvatila pravoslavna crkva. Dalje usavršavanje kalendara nije nužno, jer se i tropska godina u dužim vremenskim razdobljima neumitno mijenja.

### Muslimanski kalendar
U doba kada se pojavio islam, upotrebljavao se u srednjem dijelu zapadne Arabije, kalendar od 12 lunarnih mjeseci, koji je poslije, umetanjem trinaestoga mjeseca, pretvoren u lunisolarni. Nakon Muhameda, islamski se kalendar temelji na lunarnoj godini od 354 dana, 8 sati i 48 min, koja je za samo 6 sekundi kraća od astronomske lunarne godine od 12 mjeseci. Kako su se u građanskom kalendaru morali izostaviti dijelovi dana, godina je imala 354 dana; zato je svakih 30 godina zaostajala za 11 dana. Kako bi se ispravila ta krupna razlika, muslimanski kalendar određuje da se u razdoblju od 30 godina, jedanaest njih produži na 355 dana. Duže su ("prijestupne") godine: 2., 5., 7., 10., 13., 16., 18., 21., 24., 26. i 29. u svakom tridesetljeću. Dodatni se dan dodaje uvijek na kraju godine. Mjeseci imaju naizmjence 30 i 29 dana. Arapske godine nisu bile u vezi s nekom erom i tek u 16. ili 17. godini hidžre (637. ili 638.), kalif Omar odredio je da se za početak muslimanske ere uzme datum Muhamedova bijega iz Meke u Medinu (hidžra), koji po našem kalendaru pada u petak 16. srpnja 622.

### Kalendar Francuske revolucije
Kalendar Francuske revolucije (fr. Calendrier républicain) bio je uveden odlukom Konventa 5. listopada 1793.; ukinuo ga je Napoleon I. Bonaparte 2. rujna 1805. Temelji se na tropskoj godini od 12 mjeseci, koji imaju po 30 dana, odnosno po 3 dekade (3 tjedna od 10 dana). Mjeseci se dijele na jesenske (vendémiaire, brumaire, frimaire), zimske (nivôse, pluviôse, ventôse), proljetne (germinal, floréal, prairial) i ljetne (messidor, thermidor, fructidor). Da bi se takva godina od 360 dana uskladila s astronomskom, dodavalo joj se na kraju 5 svečanih dopunskih dana, tzv. sansculottides (dan vrline, genija, rada, uvjerenja i nagrade). Osim toga, svaka četvrta, tzv. sekstilna godina, dobivala je još jedan dopunski dan (dan Revolucije). Samo razdoblje od 4 godine nazivalo se francijadom (franciade). Obični dani u dekadi zvali su se po brojevima: primidi, duodi, tridi, quartidi, quintidi, sextidi, septidi, octidi, nonidi, décadi. Za početak računanja nove ere uzet je dan jesenske ravnodnevice 22. rujna 1792. (to je bio 1. vendémiaire).

## Moderni kalendari

### Svjetski kalendar
Nejednakost mjeseci i neprekidno mijenjanje dana u tjednu, s obzirom na datume uzrokuje mnoge poteškoće u planiranju i gospodarstvu, pa je u 20. stoljeću, između dva svjetska rata, pokrenuto u Ligi naroda pitanje izmjene sadašnjega kalendara. Od velikog broja prijedloga preostao je samo jedan. Po njemu bi se godina podijelila u 4 jednaka kvartala po 3 mjeseca. U svakom bi kvartalu prvi mjesec imao 31 dan, a druga dva mjeseca po 30 dana. Na iste datume u svakom kvartalu padali bi svake godine isti dani u tjednu. Izvan kvartala i tjedana dodavao bi se u običnoj godini jedan dan na kraju posljednjega kvartala, tj. nakon 30. prosinca, kao opći svjetski praznik. U prijestupnoj bi se godini dodavao još jedan dan nakon 30. lipnja, opet kao opći praznik. Svaki bi prvi dan prvoga mjeseca u kvartalu bio nedjelja, drugoga mjeseca srijeda, a trećega mjeseca petak. Takav bi kalendar bio neke vrste "vječni kalendar" i dovoljno bi bilo imati pregled dana u tjednu za datume jednoga kvartala da bi se znalo koji tjedni dani padaju na neki nadnevak bilo koje godine. Nakon Drugog svjetskog rata ponovno je pokrenuto pitanje izmjene kalendara u sklopu Ujedinjenih naroda i predloženo je da se prihvati taj prijedlog kao svjetski kalendar, ali prijedlog nije prihvaćen.